# Régis Messac
Régis Messac (nacido en Champagnac (Charente Marítimo) el 2 de agosto de 1893, y muerto en 1945 tras su deportación al campo de concentración de Gross-Rosen o al campo de concentración de Mittelbau-Dora), fue un ensayista, poeta y traductor francés, también conocido por su activismo pacifista y por ser seguidor de la acción no violenta. Fue uno de los primeros exégetas de la novela negra y autor científico de una tesis sobre el origen de la novela policíaca, titulada  "Le «Detective Novel» et l'influence de la pensée scientifique" (La «Novela de Detectives» y la influencia del pensamiento científico).
También escribió antes de 1939 algunos de los primeros ensayos literarios sobre la ciencia ficción. Detenido por los alemanes el 10 de mayo de 1943 en aplicación del Decreto Nacht und Nebel (persecución de los "enemigos del Reich" en los territorios ocupados), su rastro desaparece en Alemania de forma indefinida con posterioridad al 19 de enero de 1945.

## Biografía
Hijo de una maestra y de un inspector de la escuela primaria, Regis Messac frecuentó en su infancia las escuelas de Leoville, Castellane y Luçon; continuó sus estudios en la escuela secundaria en Chatellerault y después en Versalles. En 1914, se inicia su preparación en literatura en el liceo Condorcet de París, suspendiendo en dos ocasiones las pruebas de acceso a la Ecole Normale Supérieure. La guerra de 1914 hace cesar sus infructuosos esfuerzos para ingresar en el liceo.

### Primera Guerra Mundial
Movilizado en agosto, Messac sufre una herida en la cabeza el 8 de diciembre de 1914, por la que tuvo que ser operado y se le trepanó el cráneo. Se reincorporó en febrero de 1916 en Caen, desempeñando servicios auxiliares en los que actuó en diversos cometidos. Asqueado de la guerra por razones ideológicas, cumple su servicio militar con desgana y en 1918 será empleado como estibador en el puerto de Dunkerque, donde aprendió inglés con las tropas inglesas. Desmovilizado el 15 de abril de 1919, escribió dos novelas autobiográficas (Le Voyage de Néania y Ordre de transport), una obra de teatro (Phobie du bleu), un panfleto (Le Pourboire du sang), y un libro de poemas (Poèmes guerriers) en los que pone de manifiesto lo poco que los estados hacen por la vida de los soldados.

### Carrera como docente
Aprovechando su largo periodo de convalecencia, obtiene en julio de 1915 su licenciatura en literatura. En 1922, accede a la enseñanza pública del estado, y comienza a dar clases de gramática. Posteriormente, fue nombrado profesor de la Escuela de Auch (1922-1923), lector de la Universidad de Glasgow (1923-1924), profesor de la Universidad McGill en Montreal (1924-1929), y en 1929, defiende en París su tesis titulada "Le «Detective Novel» et l'influence de la pensée scientifique" (La «Novela de Detectives» y la influencia del pensamiento científico), y un poco más tarde su tesis complementaria acerca de las influencias francesas en la obra de Edgar Allan Poe ( Influences française dans l'œuvre d'Edgar Poe).
Escribió su libro titulado Smith Coludrum, en el que hacía una reflexión amarga sobre las condiciones a menudo muy duras del trabajo de los profesores, y regresó a Francia en el mismo año, después de perder a un hijo pequeño. Fue nombrado profesor de la Escuela Superior de Montpellier. Doctor en letras, con altos honores, por unanimidad, recibiendo felicitaciones, y con doble entrada en la lista de candidatos adecuados para la educación superior, al final no tiene acceso a las universidades francesas. Dedica a este período tan fructífero como difícil de su vida otra novela autobiográfica,"L’Homme assiégé" (El Hombre sitiado). En 1936, se traslada de Montpellier a Coutances, donde ocupa una cátedra, y en 1940 consolidó su plaza en un aula de matemáticas especiales.

### Actividad literaria y periodística
Autor de varias novelas y cuentos de ciencia ficción, Régis Messac es considerado un escritor de este género, incluso como un precursor francés de la ciencia-ficción. Sin embargo, Messac produjo una obra mucho más grande e infinitamente más variada, compaginando su faceta de creador con la de estudioso de este género.
Al término de la guerra de 1914, Messac afila su pluma ideológica. Desde 1922, desarrolla en la prensa sus temas favoritos: la corrupción, la colusión del poder financiero y del poder político, el antimilitarismo, su hostilidad a la religión, la burguesía y la familia tradicional, el estado de las escuelas abarrotadas, los medios de comunicación, y la posición de las mujeres en la sociedad. En L’Activité française et étrangère del 26 de noviembre de 1919 escribió: 

"La burguesía [...] no tiene ideas y tiene miedo a tenerlas. Francia es una nación de pequeños comerciantes perdidos por un espíritu estrecho de lucro; toda la ciencia se dedica a esquilmar el salario del trabajador."

Messac publicó diversos artículos en las columnas del diario Le Quotidien y del Progrès civique, así como en numerosas revistas literarias o científicas francesas y de otros países, en publicaciones libertarias (como Patrie humaine y Barrage), y en revistas sindicales o especializadas en la educación. A partir de enero de 1930, escribe para la revista Les Primaires, de la que fue editor desde 1932 a 1940. Bajo su nombre y bajo varios seudónimos, Messac escribe columnas y noticias; publica sus propios estudios literarios y científicos y traducciones; y redacta artículos polémicos y satíricos, además de un increíble número de informes de trabajos de carácter científico o filosófico . Algunos de sus mejores artículos se reunieron con el título de "Dents de vautour et mains de serpent" (Dientes de buitre y manos de serpiente).

### Compromiso político
En política, según el periodista François Fonvieille-Alquier, Messac desconfiaba de "los grandes partidos y organizaciones de izquierda y prefiere su grupo anarquista, a los trostkistas, a los sindicalistas y a otras minorías fantasmas, formaciones sujetas a conflictos de tendencias y a rupturas periódicas". En la obra  Diccionario de los anarquistas, se dice: 

"Regis Messac permaneció siete años en Montpellier donde dejó el recuerdo de un libertario bromista y sarcástico, burlando todas las convenciones y toda sabiduría".

Seguidor de la no violencia, teórico de la paz, miembro, en 1930, del Comité Directivo de la Liga Internacional de los combatientes de la Paz junto a Félicien Challaye y Robert Jospin, Messac se reafirma como pacifista activo. Se enorgullece de no haber utilizado un arma contra el enemigo y el 4 de septiembre de 1943, llegó a decir durante su juicio ante un tribunal militar alemán (una vez deportado) que "Nunca profesó ni predicó el odio contra los alemanes", y que "Estaba dispuesto a estrechar la mano del soldado alemán que le hirió de un disparo al comienzo de la guerra de 1914". Régis Messac cruzó el cielo como un meteoro del anarquismo no violento.

### La Segunda Guerra Mundial
Durante la Segunda Guerra Mundial, cuando, según sus palabras, "la ronda infernal en todo el mundo que había predicho en (su novela titulada) «Quinzinzinzili» ha comenzado, esta vez para siempre", Régis Messac escribe "Pot-pourri Fantôme", una crónica de los años de la guerra y de la ocupación de Francia entre 1939 y 1942. Este panfleto contra el régimen de Vichy es aclamado por la crítica como "la mejor pintura literaria jamás realizada de este período", como una acusación "donde resuenan los estruendos de revuelta de un espíritu libre contra la esclavitud", un libro que "pertenece a uno de esos muchos preciosos pequeños documentos de la historia inmediata que la historia conformista deja ir, cuando no ha contribuido a su destrucción".
Al mismo tiempo, Regis Messac participa en la creación de parte del "Front National", un movimiento de resistencia dirigido por los comunistas, que se desarrolló en el Canal de La Mancha desde 1941. Detenido en Coutances el 10 de mayo de 1943, fue internado en la prisión de Saint-Lô hasta el 7 de octubre de 1943. Condenado a un año de prisión el 5 de septiembre anterior, fue deportado en aplicación del decreto "Nacht und Nebel" para un nuevo juicio en Alemania por un Tribunal Popular en Breslau. Durante su viaje, conoce sucesivamente la prisión de Fresnes (desde el 7 de octubre hasta el 11 de noviembre de 1943), el campo de concentración de Natzweiller-Struthof en Alsacia (del 12 de noviembre de 1943 al 10 de julio de 1944), la Penitenciaría Brieg en Silesia (19 de julio al 13 de octubre de 1944), y el campo de concentración de Gross-Rosen (a partir del 13 de octubre de 1944). El último rastro de su existencia está datado el 19 de enero de 1945 en el campo de concentración de Gross-Rosen. Pudo ser evacuado en febrero al campo de Dora (en cuyo caso se habría visto obligado a participar en las marchas de la muerte), y posiblemente en marzo, desde el campamento de Dora al campamento de Bergen-Belsen.
Messac, que a partir de 1931 estaba interesado en los campos de concentración a través de su revista, conocía su funcionamiento. En su relato de los horrores del campo de Struthof, François Kozlik describe el asombro de los internados cuando llegan los nuevos reclusos al campamento en 1943. "Eran, dijo, como nos enteramos más tarde, sacerdotes con sotana, oficiales superiores, médicos, trabajadores, campesinos. Casi sin excepción todos eran franceses de la Resistencia". Entonces, después de observar un tiempo a estos presos de un nuevo tipo, Kozlik añadía: "Es casi increíble [ver] la reserva de fuerzas que tiene el ser humano. [...] Debo admirar a estos franceses, cómo apretaron los dientes, el valor con el que se comprometían a trabajar en tareas imposibles de realizar, la disciplina con la que llegaron, todos en línea, el cuerpo recto, la cara rota, mortalmente pálida, hinchados y ensangrentados; pero de pie, con la cabeza erguida, en un esfuerzo feroz, que incluso impresionó a los más endurecidos de los internados, que no podían ocultar su admiración".
El testimonio de compañeros de sufrimiento de Messac, supervivientes del infierno del campo de concentración alemán, confirma la actitud de dignidad ejemplar "de este intelectual con las manos blancas, que nunca había manejado el pico, que se esforzó por venir a ayudar a sus compañeros e intervenir en los conflictos con los alemanes para proteger la vida de los más vulnerables".
En particular, pudo obtener un trabajo más suave en el campamento utilizando sus conocimientos de la lengua alemana, pero se negó. Incluso ocultó sus habilidades en esta área a sus captores, al menos al principio: "Nos traduce en secreto todos los días la prensa alemana que recibimos." (Marcel Leclerc) Cediendo a las súplicas de sus compañeros de infortunio, que finalmente aceptará al final de 1944, se convierte en el principal intérprete del bloque y desde entonces tiene un trato menos severo.
Finalmente desaparecido, el 15 de mayo de 1945 pasó a ser la "fecha legal" de la muerte de Régis Messac por sentencia del Tribunal de Coutances de fecha 26 de junio de 1946.
El 5 de febrero de 1973 Francis Lacassin escribió en L'Express:

"Además de una mala fotografía y de un retrato, ya no queda nada de él; excepto su trabajo... Esto es mejor que una lápida para un hombre, no sin razón, al que sus contemporáneos vieron como un cadáver en potencia."

## Obra
Ensayos
- Le « Detective Novel » et l'influence de la pensée scientifique (1929) ; nouvelle édition, corrigée et annotée, préface de Claude Amoz, postface de François Guérif : (les Belles Lettres, coll. Encrage/travaux, 2011)
- Influences française dans l'œuvre d'Edgar Poe (1929)
- Micromégas (1936)
- Brève histoire des hommes (1939)
- Esquisse d'une chronobibliographie des Utopies ([1940] 1962)
- La Révolution culturelle ([1938] 1988)
- Les Romans de l’homme-singe, préf. de Marc Angenot ([1935] 2007)
- Les Premières Utopies, préf. de Serge Lehman (Éditions ex nihilo, 2009)

Poesía
- Poèmes guerriers (1929)

Artículos
- À bas le latin ! (1933) ; nouvelle édition, établie, présentée et complétée par Olivier Messac, préf. d'Anne-Marie Ozanam, (Éditions ex nihilo, 2010)

Relatos y novelas de Ciencia Ficción
- Régis Messac) (1935). Quinzinzinzili (en francés). «La avanzada propuesta del autor contiene la creación del neologismo "hipermundo".»
- La Cité des asphyxiés ([1937] 2010)
- Valcrétin (en francés). prefacio de Natacha Vas Deyres. Editions ex nihilo. 1973. ISBN 978-2916185064.
- Musique arachnéenne ([1934] 1973)
- Le Miroir flexible [1933], préf. Gérard Klein (2008)

Relatos de carácter autobiográfico
- Le Voyage de Néania à travers la guerre et la paix [1926], préf. de Didier Daeninckx (Éditions ex nihilo, 2014)
- Smith Conundrum, roman d'une université américaine [1942], préf. de Marc Angenot, postf. de Robert Michel (Éditions ex nihilo, 2010)

Crónicas
- Pot-pourri fantôme ([1942] 1958)
- Roman policier, fragment d'histoire, préf. de Gérard Durozoi (Éditions ex nihilo, 2009)
- La Crise, chronique éditoriale, 1930-1939, préf. de Michel Besnier (Éditions ex nihilo, 2013)

Correspondencia
- Lettres de prison ([1943] 2005)

Traducciones
David H. Keller
- Les Mains et la machine (Stenographer's Hands, 1928), 1932
- La Nourrice automatique (The Psychophonic Nurse, 1928), 1936
- La Guerre du lierre (The Ivy War, 1930), 1936
- Pourquoi ? (The Question), 1937
- Le Fou du ciel (The Flying Fool), 1937
- La Lune de miel perpétuelle (Life Everlasting), 1938
- Le Duel sans fin (The Eternal Conflict), 1939 (publication partielle)

Fitz James O'Brien
- Animula (The Diamonds Lens), 1931
- L’Histoire du dragon Fang, 1935

Max Nettlau
- Esquisse d'histoire des Utopies (Esbozo de historia de las Utopías, 1934), 1936-1938

Jack London
- Ce que la vie signifie pour moi (What Life Means to Me, 1905), 1939

## Reconocimientos
- El gobierno de Francia le concedió la Croix de Guerre 1914-1918 a título póstumo.
- También a título póstumo, fue nombrado Caballero de la Legión de Honor.
- Su nombre aparece en el Panteón de París entre los escritores que murieron en la Segunda Guerra Mundial.
- Una calle de Coutances lleva su nombre.